# Copriforno

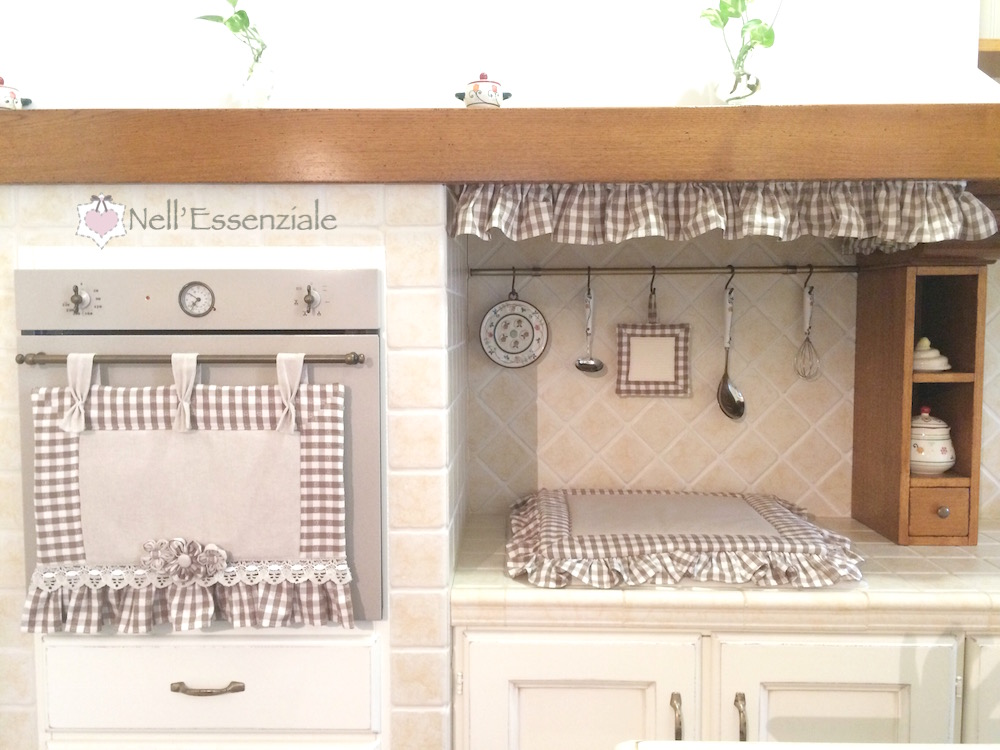
Modalità di utilizzo del copriforno country

Il copriforno è un accessorio per la cucina che permette di coprire il forno nascondendone il contenuto. Il copriforno permette inoltre di personalizzare a gusto proprio una cucina nuova o nascondere e abbellire un forno.
In passato il forno veniva coperto da un canovaccio che solitamente era appeso alla maniglia. Il copriforno è stato concepito appositamente come oggetto con decori e ricami personalizzati per coprire il forno e allo stesso tempo arredare la cucina.

## Sicurezza
Essendo generalmente in tessuto, i copriforno, così come altri oggetti in tessuto, se posizionati mentre il forno è ancora caldo (o peggio ancora in funzione) possono dare luogo a incendio.